# 丰特拉伊格拉德亚尔瓦塔赫斯
丰特拉伊格拉德亚尔瓦塔赫斯，是西班牙卡斯蒂利亚-拉曼恰瓜达拉哈拉省的一个市镇。总面积52平方公里，总人口145人（2001年），人口密度3人/平方公里。